# Oryctes nasicornis
Oryctes nasicornis (tên tiếng Anh: Bọ cánh cứng tê giác châu Âu) là một loài bọ cánh cứng bay lớn (dài 6 cm) sinh sống ở miền Cổ bắc. Nó là đại diện duy nhất của họ Dynastinae tìm thấy ở Bắc Âu.
Bọ cánh cứng tê giác sinh sống trên các khúc gỗ và ấu trùng lớn có thể được tìm thấy ở các khúc gỗ thối rữa, do vậy nó thường được tìm thấy xung quanh nhà máy cưa và các đường đua ngựa.

## Hình ảnh

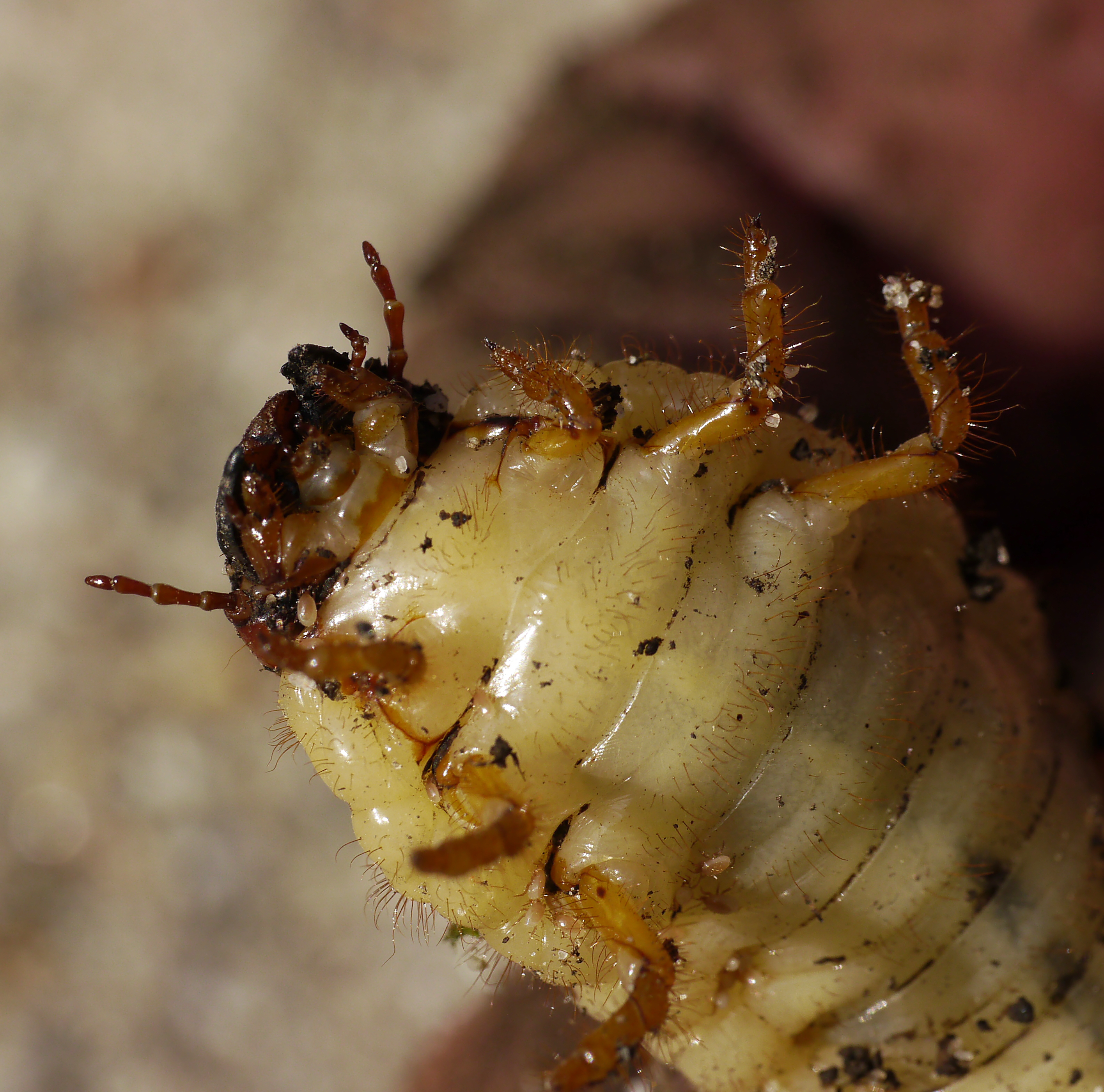
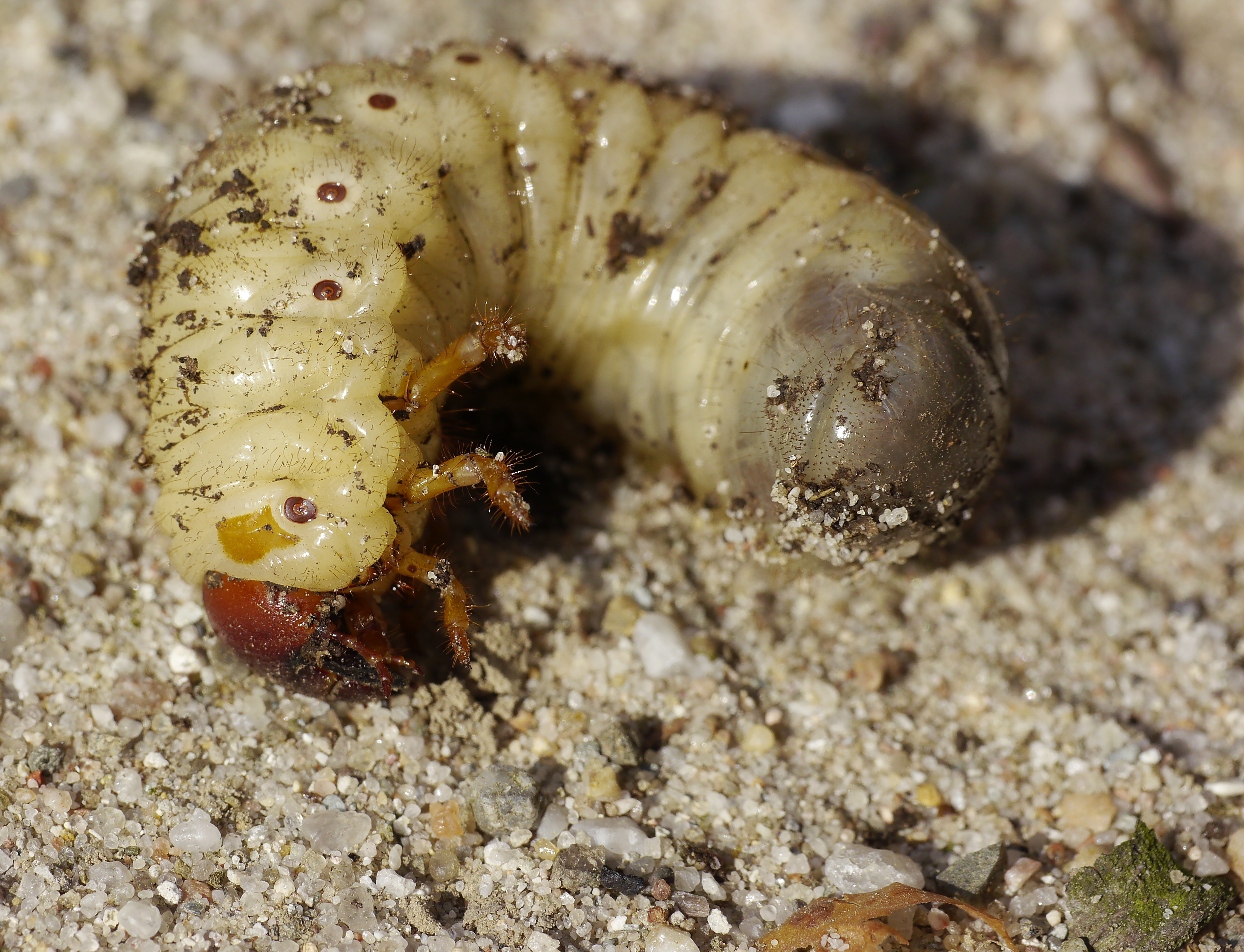
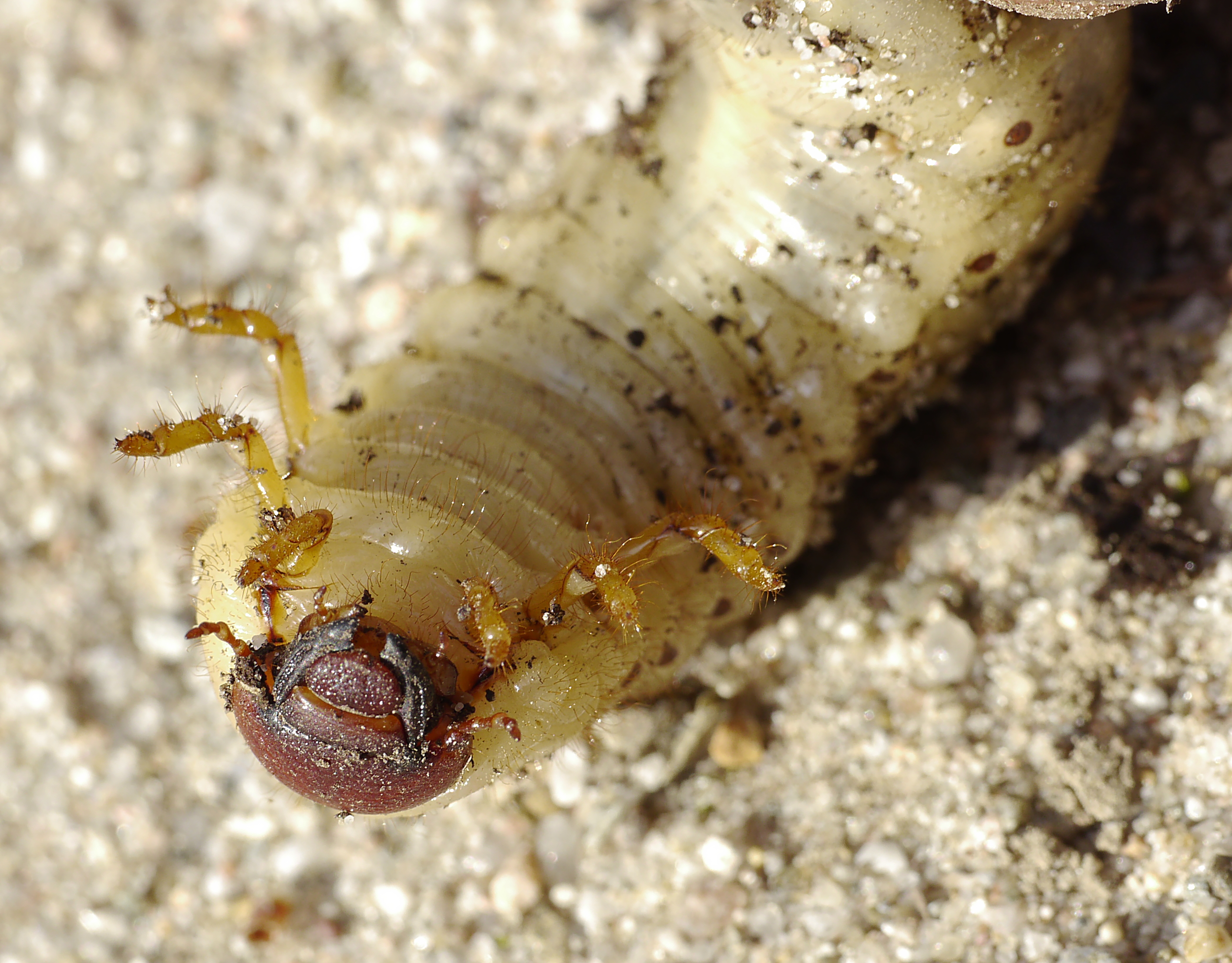
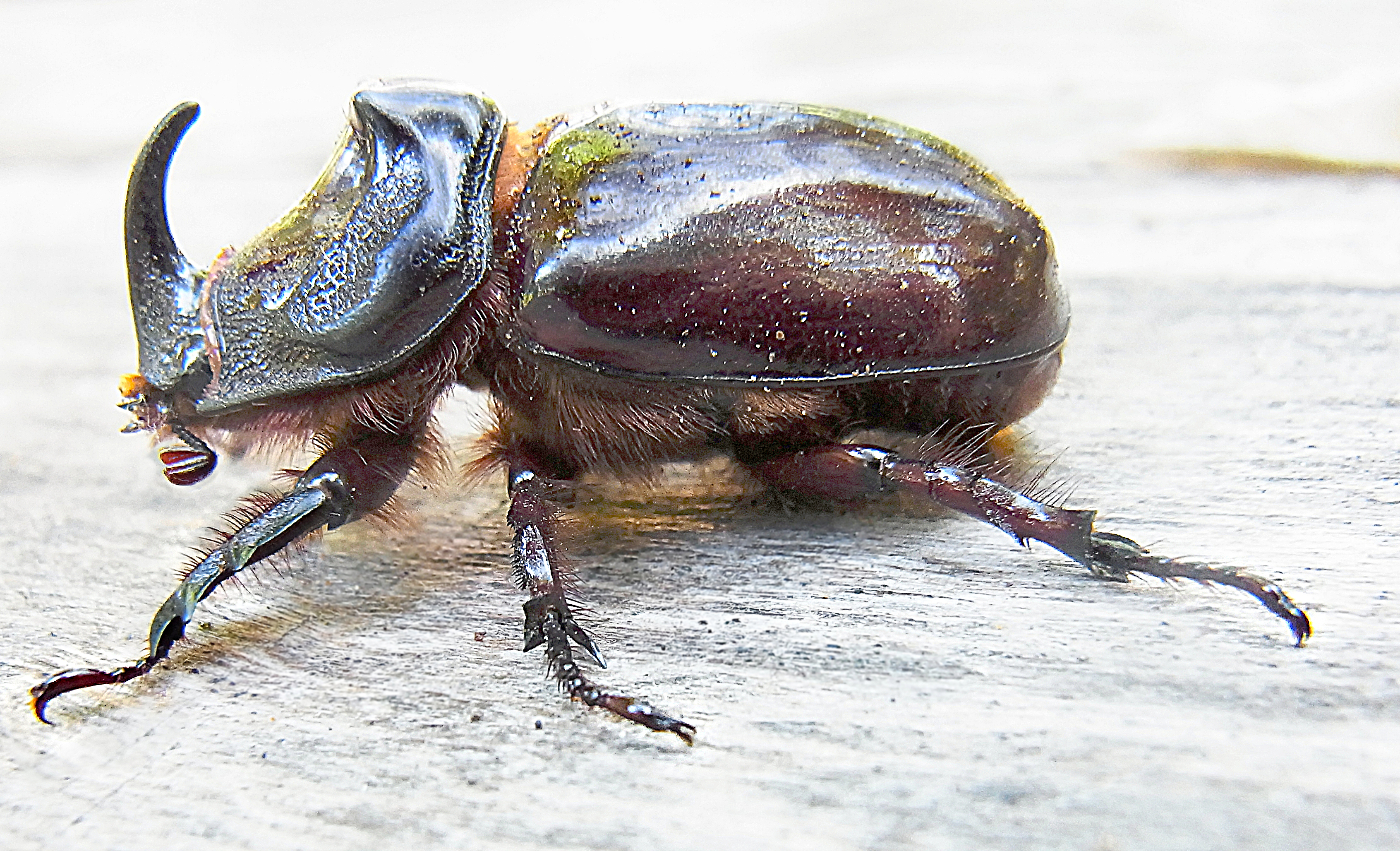
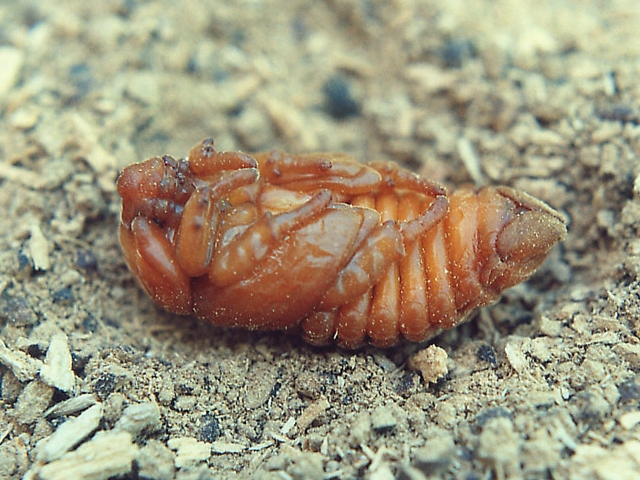
Nhộng
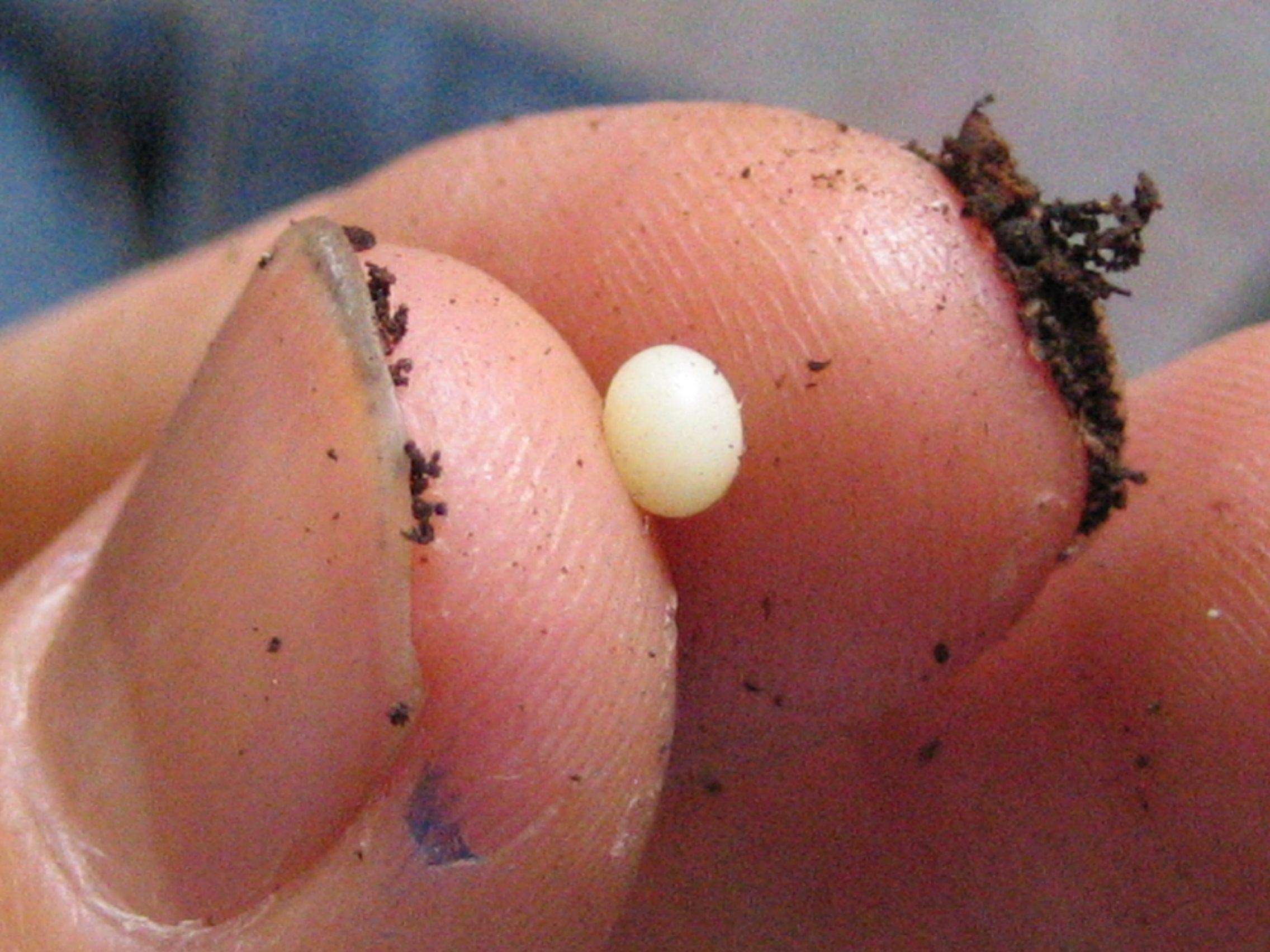
Trứng
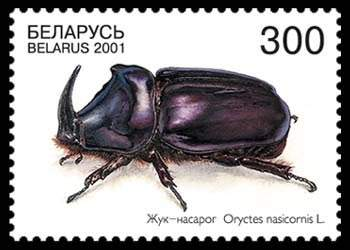
Trên một con tem Belarus
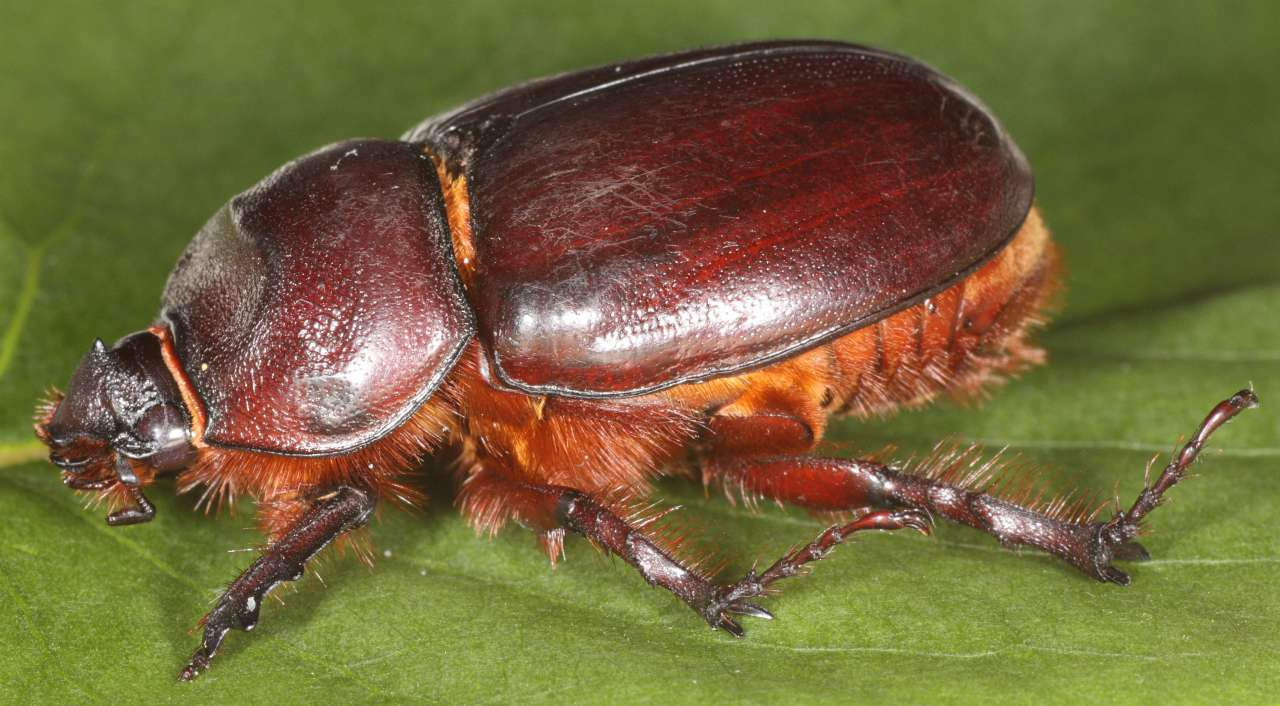
♀
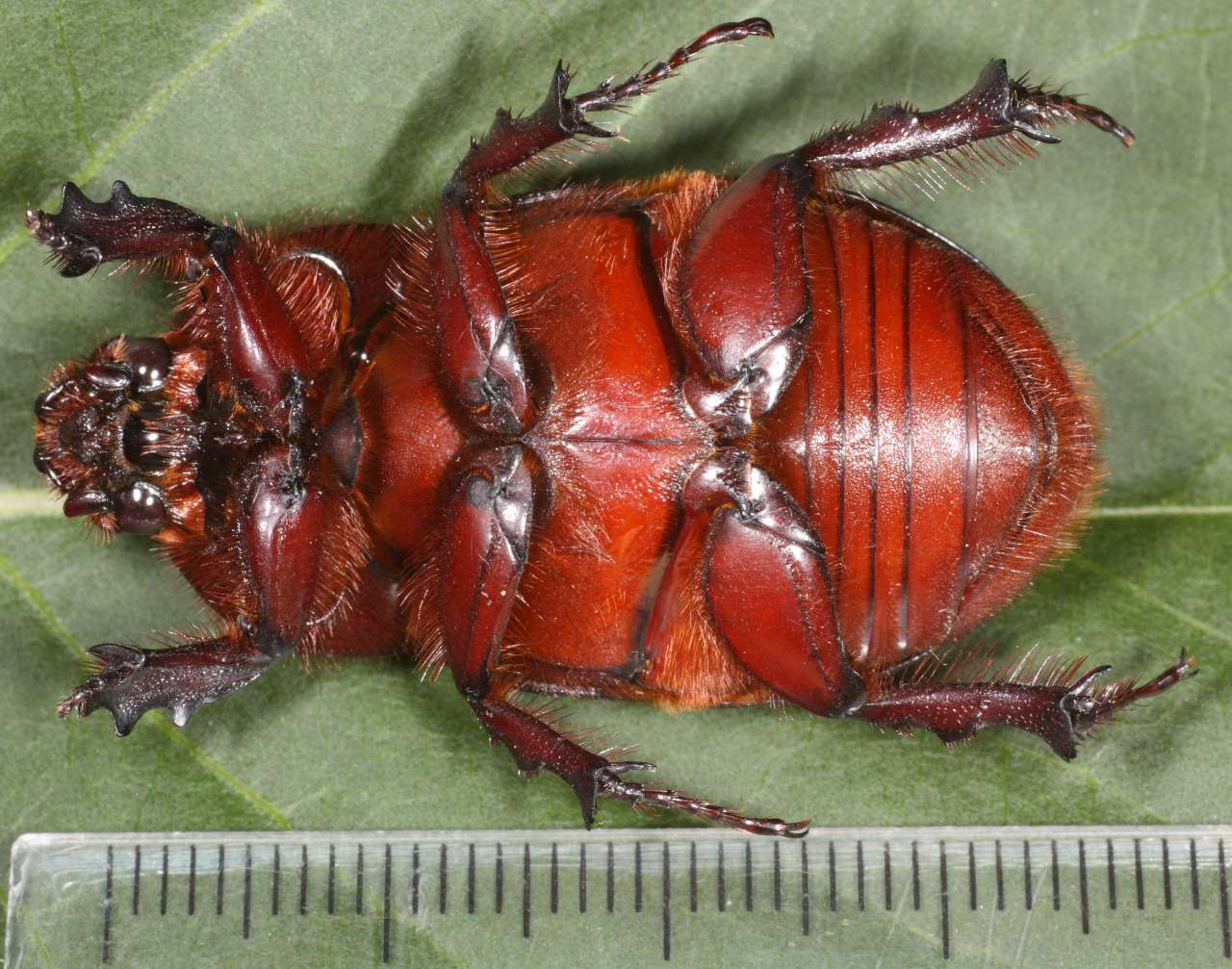